# Ligne 26 (Infrabel)
Pour les articles homonymes, voir Ligne 26.
La ligne 26 est une ligne de chemin de fer qui contourne le centre de Bruxelles par l’est, entre les gares régionales de Hal au sud et ± de Vilvorde au nord. La gare de formation Schaerbeek est également embranchée à son extrémité nord. Initialement, cette ligne devait en effet permettre de détourner les convois de marchandises de la ligne de jonction Ouest (ligne 28) et de la portion urbaine de la ligne 161.
Elle permet d'éviter la « jonction Nord-Midi » aux trains de marchandises et à certains trains de voyageurs.
Cette ligne, réservée aux marchandises jusque dans les années 1970, a été projetée en même temps que la ligne 27 (Schaerbeek - Anvers).
Le principal problème de la ligne est qu’elle ne dessert en majorité que des quartiers résidentiels, sans le moindre pôle de bureaux. Afin d’en augmenter l’attrait, et dans le cadre du RER, l’essentiel des relations voyageurs sont détournées entre Etterbeek et Meiser par Bruxelles-Schuman, au moyen d'un nouveau tunnel mis en service en avril 2016 (dit « Schuman - Josaphat ») vers la halte de Meiser et le nord-est de Bruxelles (Vilvorde et Zaventem), ainsi qu'un raccordement aux deux branches du diabolo qui dessert l'aéroport de Bruxelles. La plupart des trains de la ligne 26 desservent désormais le quartier européen (et le métro) sans correspondances ni demi-tour comme c’était le cas auparavant à Etterbeek. Une desserte minimale de Delta et Mérode subsiste cependant.
Les nombreux raccordements aux lignes radiales (25, 27, 36, 161, 124, 96 et 94) permettent également la circulation de trains desservant le quartier européen.

## Historique

### Genèse
Un projet de chemin de fer d'intérêt général de Rhode-Saint-Genèse à Schaerbeek via Haeren est demandé en concession le 2 décembre 1880 par un dénommé M. Simon en tant que chemin de fer d'intérêt général. En 1881, les études sur le terrain ont lieu pour un chemin de fer passant par Evere en direction de Schaerbeek et Bruxelles-Luxembourg avec un raccordement à la ligne vers Tervuren.
Dès les années 1890, il apparaît que le trafic marchandises entre le bassin industriel de Charleroi, le bassin du Centre, la ligne du Luxembourg et le port d’Anvers est confronté à un sérieux goulot d’étranglement au niveau de Bruxelles qui gêne à son tour le trafic des trains de voyageurs.
À cette époque, la jonction Nord-Midi n’existe pas et la traversée de Bruxelles pour les trains venus du sud, du nord et de l'ouest se fait uniquement par la ligne 28, ce qui implique de cisailler tout le gril de la gare du Midi et de gêner les mouvements de la gare de Schaerbeek. Le trafic marchandises, très intense, de- et vers la ligne du Luxembourg (lignes 161 et 162), entre le sud du pays, Schaerbeek et le port d'Anvers, emprunte quant à lui une portion proche de la saturation de la ligne 161 entre Etterbeek et Schaerbeek qui doit également accueillir tout le trafic, plus faible, de la ligne 160, de- et vers Tervueren. En outre, la ligne entre Bruxelles et Anvers est saturée par les trains de marchandises.
Les Chemins de fer de l'État belge conçoivent la réalisation d’une ligne de contournement de Bruxelles partant de Hal et raccordant les lignes 94 et 96 (vers Tournai, Mons, Enghien et Braine-le-Comte), la ligne 124 (vers Nivelles et Charleroi) et la ligne du Luxembourg (vers Ottignies, Namur et Arlon) avec la gare de formation de Schaerbeek. Le projet comporte également la construction de la ligne 27, Bruxelles-Anvers, réservée aux marchandises. On prévoit également, sur la ligne 161, la suppression d'un passage à niveau, très fréquenté, sur la chaussée de Boondael, à côté de la gare de Watermael.
Le projet d'un « raccordement, de Malines vers Etterbeek et se prolongeant vers la ligne de Bruxelles à Hal » est évoqué le 21 avril 1893 par le ministre des Chemins de Fer, des postes et du télégraphe Jules Vandenpeereboom. Le projet est décrété en 1894 mais il faudra attendre le 28 juillet 1903 pour que le tracé de la ligne Schaerbeek-Hal soit complètement décidé. Ce jour-là, alors que les expropriations étaient quasiment achevées entre Schaerbeek et Watermael, il fut décidé de modifier le tracé de Watermael à Hal afin de ne pas avoir à construire la ligne « 10 mètres sous le cimetière de Saint-Gilles sur le territoire d'Uccle ».

### Premiers travaux
Dès 1896, alors que l'Avenue de Tervueren est aménagée, ex nihilo, une première portion du tunnel est réalisée à ciel ouvert sur 200 m avant d'être voûtée et recouverte par l'avenue. Une entreprise entame de nouveaux travaux de percement de ce tunnel en 1910 mais se voit contrainte d'abandonner les travaux après 18 mois menés dans des conditions difficiles à surmonter ; seule une cinquantaine de mètres ont été réalisés côté Schaerbeek, ainsi que 228 m supplémentaires, côté Cinquantenaire.
Les plans des ponts surplombant la ligne 161 et le quartier proche de la gare de Watermael sont réalisés en 1899 ; il est possible d'admirer une copie grand format de ces plans sur les cages d'ascenseur de la gare des Arcades.
Le 9 mars 1904 le ministre des Chemins de Fer, des postes et du télégraphe Julien Liebaert annonce que l'ensemble des terrains nécessaires entre Schaerbeek et Watermael ont été expropriés et que les travaux seront bientôt terminés sur les communes de Watermael et Auderghem tandis que la construction de la section vers Schaerbeek est sur le point d'être adjugée. Selon les prévisions, la section de Schaerbeek à Watermael pourra être mise en service à la fin de l'année 1906. Toutefois les travaux prirent du retard, et le creusement du tunnel du Cinquantenaire était toujours inachevé en 1914.
En 1907, les terrassements, les ponts et le gros-œuvre de la ligne sont achevés entre Etterbeek, Auderghem et Watermael, de même que la construction du pont sur la ligne 161 en gare de Watermael, achevé en 1904. On réalise également des préparatifs au niveau de la gare de formation de Schaerbeek et on attaque la construction de la section entre Auderghem et Schaerbeek. La ligne 160 aurait dû être raccordée à cette ligne nouvelle, avant-guerre. Une courbe de raccord, en tranchée, et un pont situé à l'emplacement de la station de métro Delta ont été réalisés ; dans les années 1970, ces infrastructures, jamais utilisées, ont été remblayées pour la construction du dépôt de métro de Delta et de la rue Jules Cockx.

#### Premières sections mises en service
En 1910, les voies réalisées de part et d'autre de la gare de Watermael et celle d'Etterbeek figurent sur le plan de la ville ; les travaux sont suffisamment avancés pour permettre l’ouverture d'un tronçon établi pour desservir l’exposition universelle de 1910[réf. nécessaire]. Sur le plan de Bruxelles et de ses faubourgs, réalisé en 1912, le tracé de la ligne est visible de Watermael à Haren. Toutefois, le tunnel du Cinquantenaire n'est creusé que sur quelques mètres.
Le raccordement de Schaerbeek à Dieghem, qui correspond à l'actuelle ligne 26 (de Schaerbeek à Y Keelbeek) et à la ligne 36/1 (de Y Keelbeek à Y Diegem) est mis en service vers 1908.
La gare d'Etterbeek-Cinquantenaire a été mise en service en 1912.
En 1914, la gare de Schaerbeek-Josaphat est sur le point d'être mise en service. Elle doit être desservie par des trains de marchandises circulant sur une voie entre Haren et Schaerbeek-Josaphat et seule une partie des installations est achevée. L'autre voie doit être utilisée pour évacuer les déblais du tunnels du Cinquantenaire, qui seront utilisés pour constituer la plateforme du reste de la gare de Josaphat.
Cependant, la Première Guerre mondiale interrompit complètement les travaux.

### Mise en service de la ligne
Après le retour à la paix, les travaux reprennent.
Pendant le conflit, les Allemands ont construit des bâtiments en bordure de la plaine des manœuvres ; ainsi qu'un raccordement à leur installation aéronautique (Zeppelin puis ...) à l'entrée d'Haren (surnommé d'Evere !). 
La construction du tunnel du Cinquantenaire fut laborieuse en raison de la nature instable et sablonneuse des sols et du fait qu'elle se fit sous des quartiers qui avaient entretemps été urbanisés.
Le tronçon Etterbeek - Haren / Schaerbeek est inauguré en 1926, année de création de la SNCB, alors que la jonction avec la ligne 124 est inaugurée 2 ans plus tard. Le tronçon sud, vers Hal, est lui ouvert en 1930.
Les trois tronçons seront directement posés à double voie. Deux gares de marchandises sont réalisées sur la ligne, à Etterbeek (gare du Cinquantenaire) et à Schaerbeek / Evere (gare de Schaerbeek-Josaphat) ; celle de Josaphat comportait, outre des quais de déchargement, un faisceau de triage, électrifié vers 1950.

### Électrification
La ligne Bruxelles - Anvers fut électrifiée en 1935, et cette électrification se poursuivra avec la ligne vers Charleroi, après la Seconde Guerre mondiale et les réparations qui s’ensuivirent, en 1949. La section de la ligne 26 entre ces deux lignes sera rapidement électrifiée ensuite, en 1950, simultanément avec la ligne 27. Le tronçon Hal - Linkebeek sera lui électrifié en 1963, en même temps que la ligne 96. Les raccordements qui n'en étaient pas encore munis reçoivent des sauts de mouton après la Seconde Guerre mondiale.

### Desserte voyageurs
La desserte voyageurs est initialement limitée à du trafic de transit et des remontées de rames vides, les gares intermédiaires n’étant créées qu’au milieu des années 1970. Le plan IC-IR ne prévoit que deux trains par heure au départ de Hal (et retour) : l’un vers Etterbeek et l’autre vers Malines. La SNCB pense même supprimer cette desserte omnibus déficitaire à la fin des années 1980. En 1993, les pouvoirs publics demandent à la SNCB d’étoffer celle-ci afin de pallier les piètres performances des transports en commun dans les régions traversées, en l’absence de métro. Ces trains de voyageurs omnibus cadencés aux 20 minutes en semaine préfiguraient déjà le RER bruxellois.

### Marchandises
Il existait, à Etterbeek et Evere, plusieurs raccordements militaires, désormais disparus.
Le recul des trains de marchandises, et du trafic de détail, au profit des camions entraîna la fermeture des deux gares de marchandises intermédiaires.
- La gare du cinquantenaire a été entièrement remblayée dans les années 1970 ; un centre commercial, des bureaux, des appartements et le campus Saint-Michel ont été réalisés en surface. Sous terre ont été créés deux arrêts du métro de Bruxelles (Thieffry et Merode) ainsi que la gare de Merode. Une petite portion en surface a été conservée ; elle est utilisée comme garage communal et voie de service de la STIB.
- La gare de Schaerbeek-Josaphat a fermé plus tardivement, en 1994. Les voies en impasse et les quais de déchargement ont été recouverts d'une faible couche de terre et devraient être urbanisés prochainement ; les voies du faisceau ont été démontées et le terrain est en friche.
- La gare de Haren, qui possédait une cour à marchandises, a également fermé.

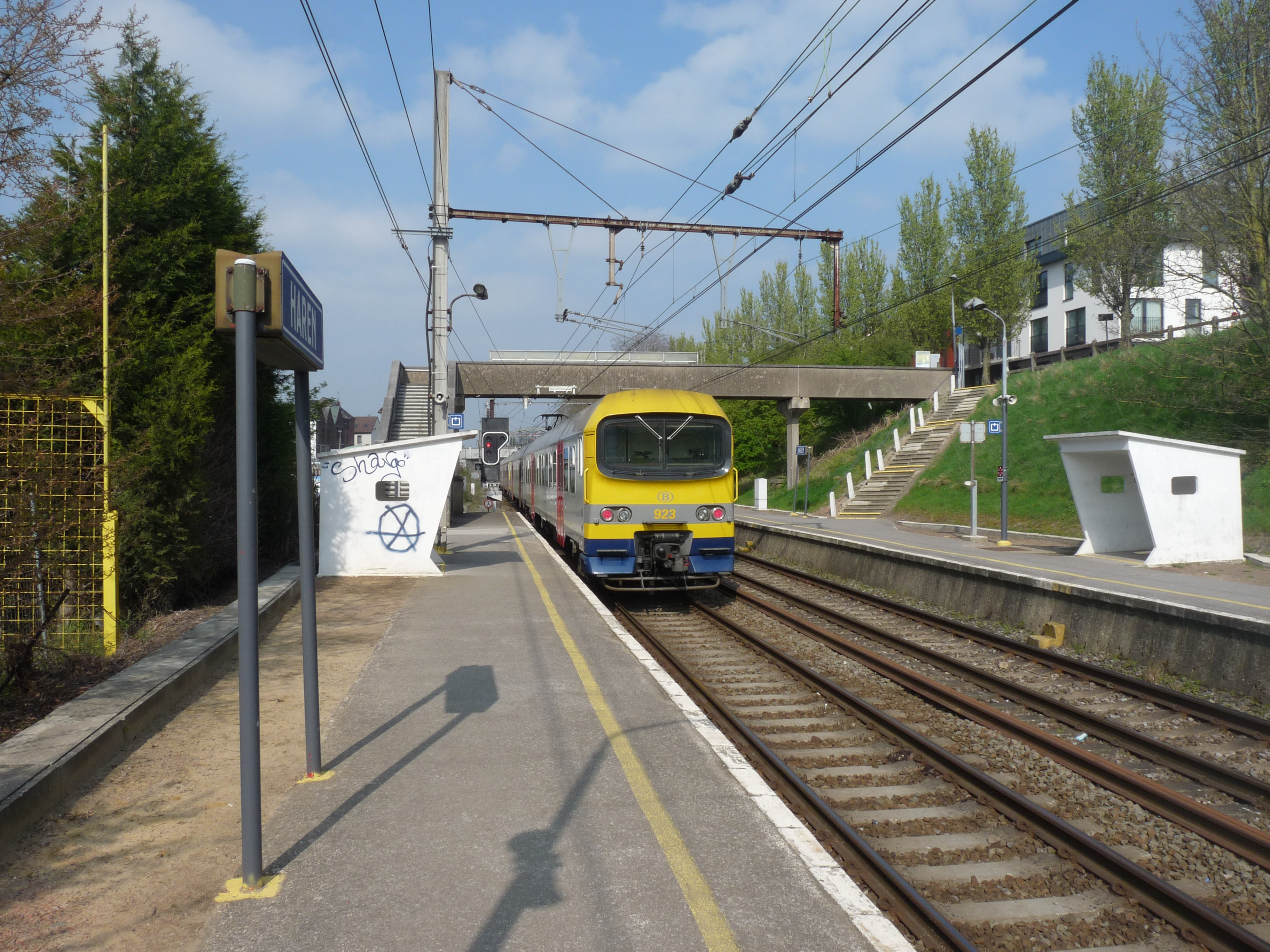
Haren

## Utilisation

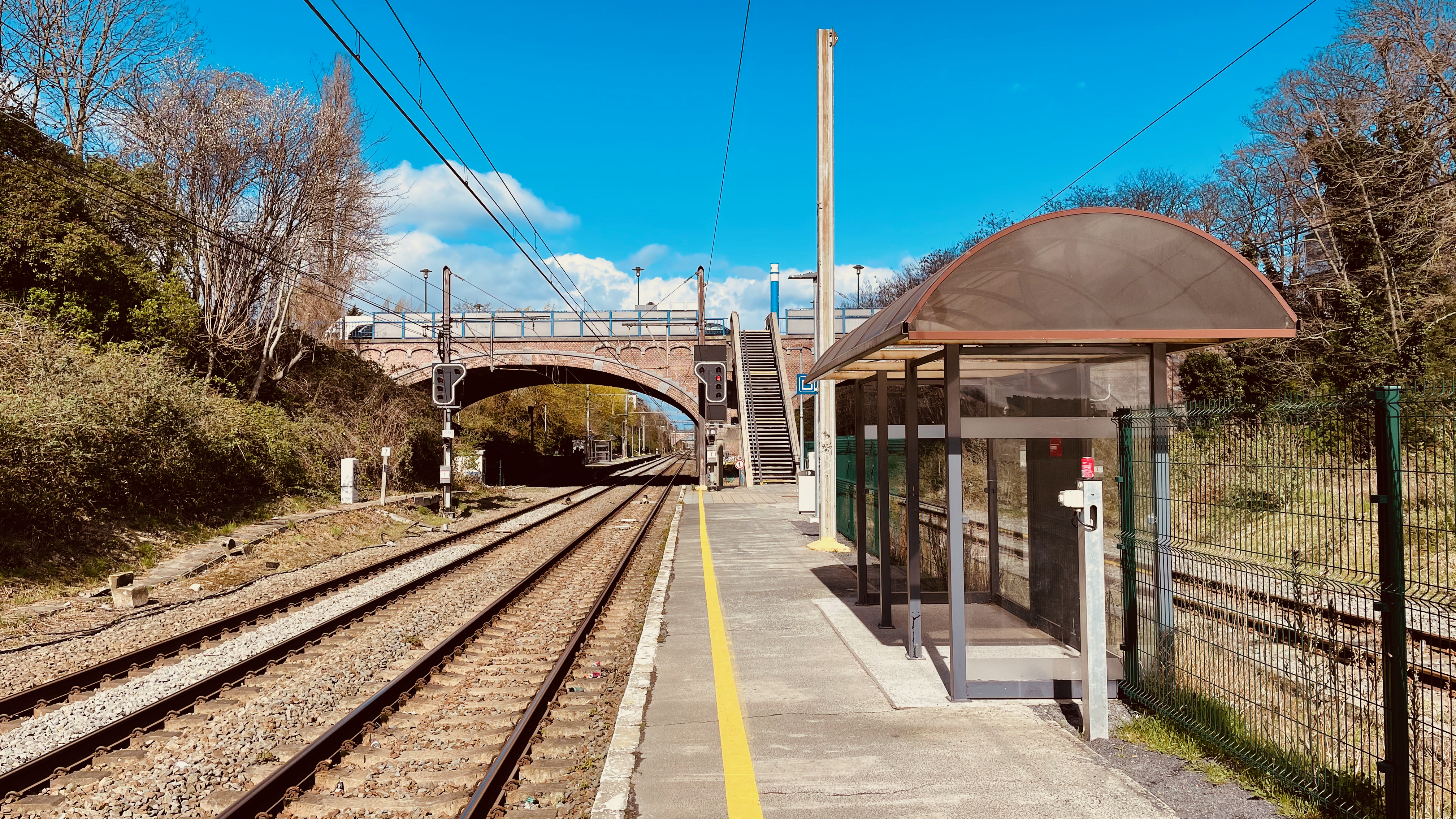
Evere.

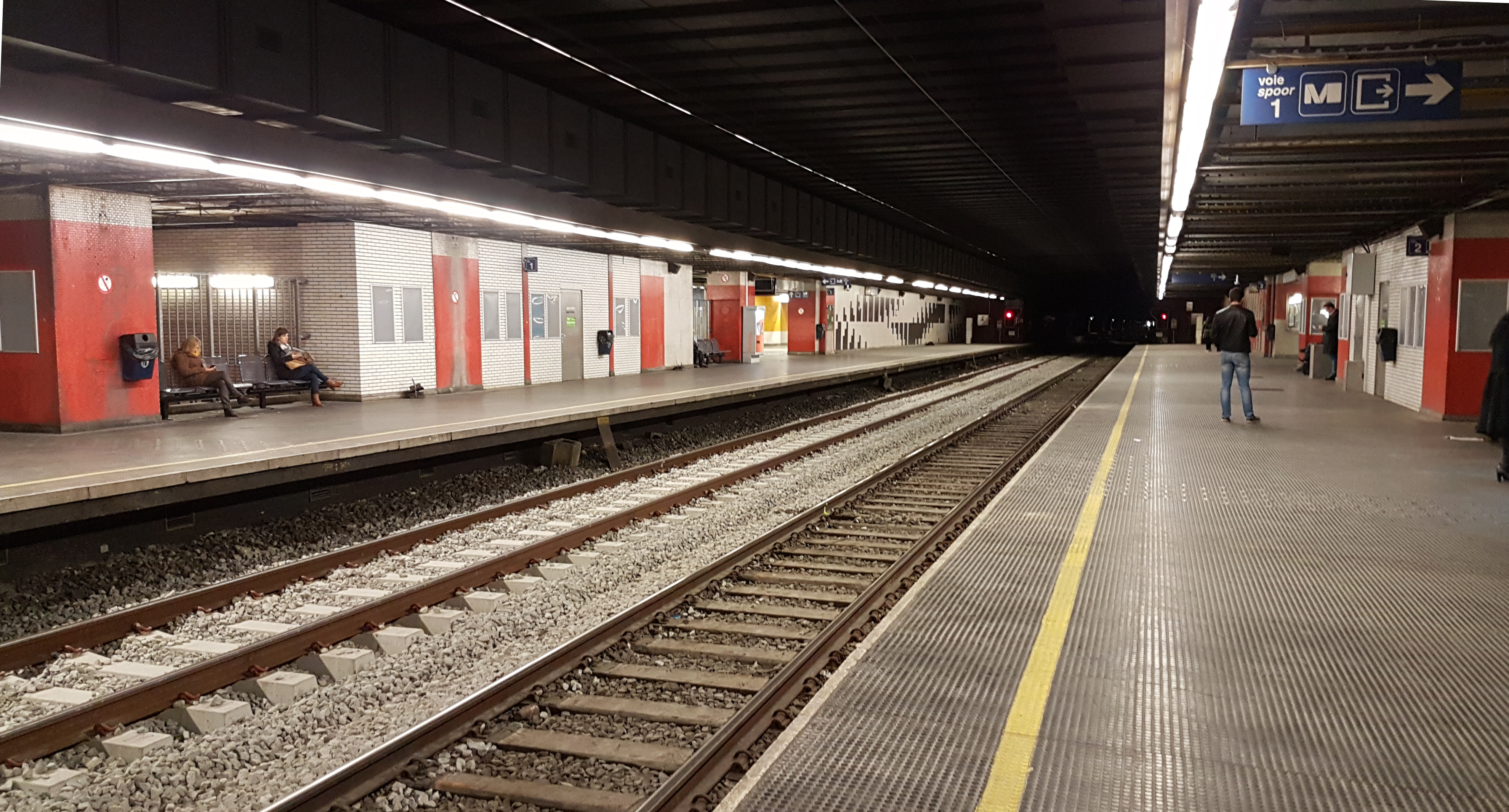
Merode.

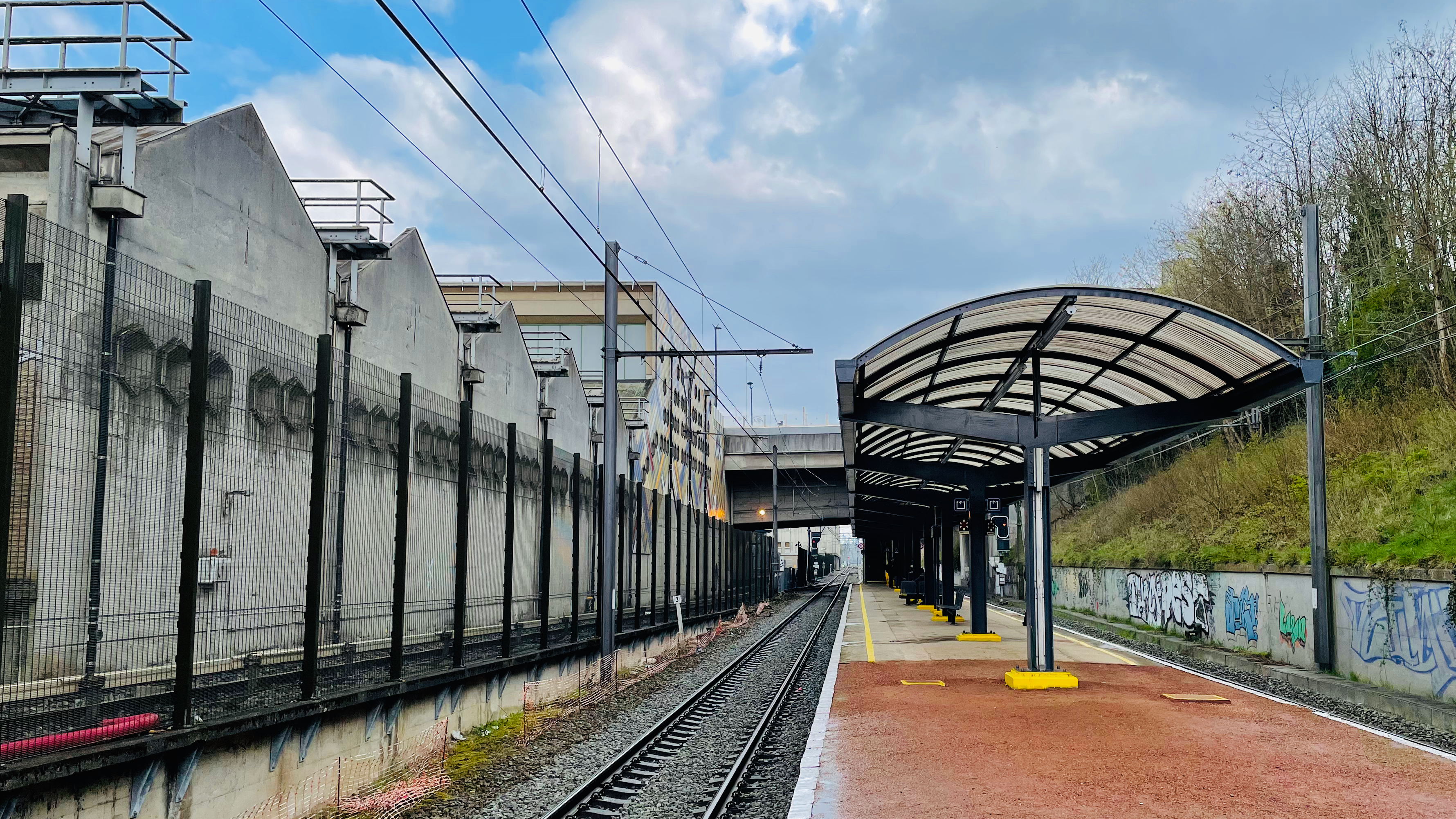
Delta.

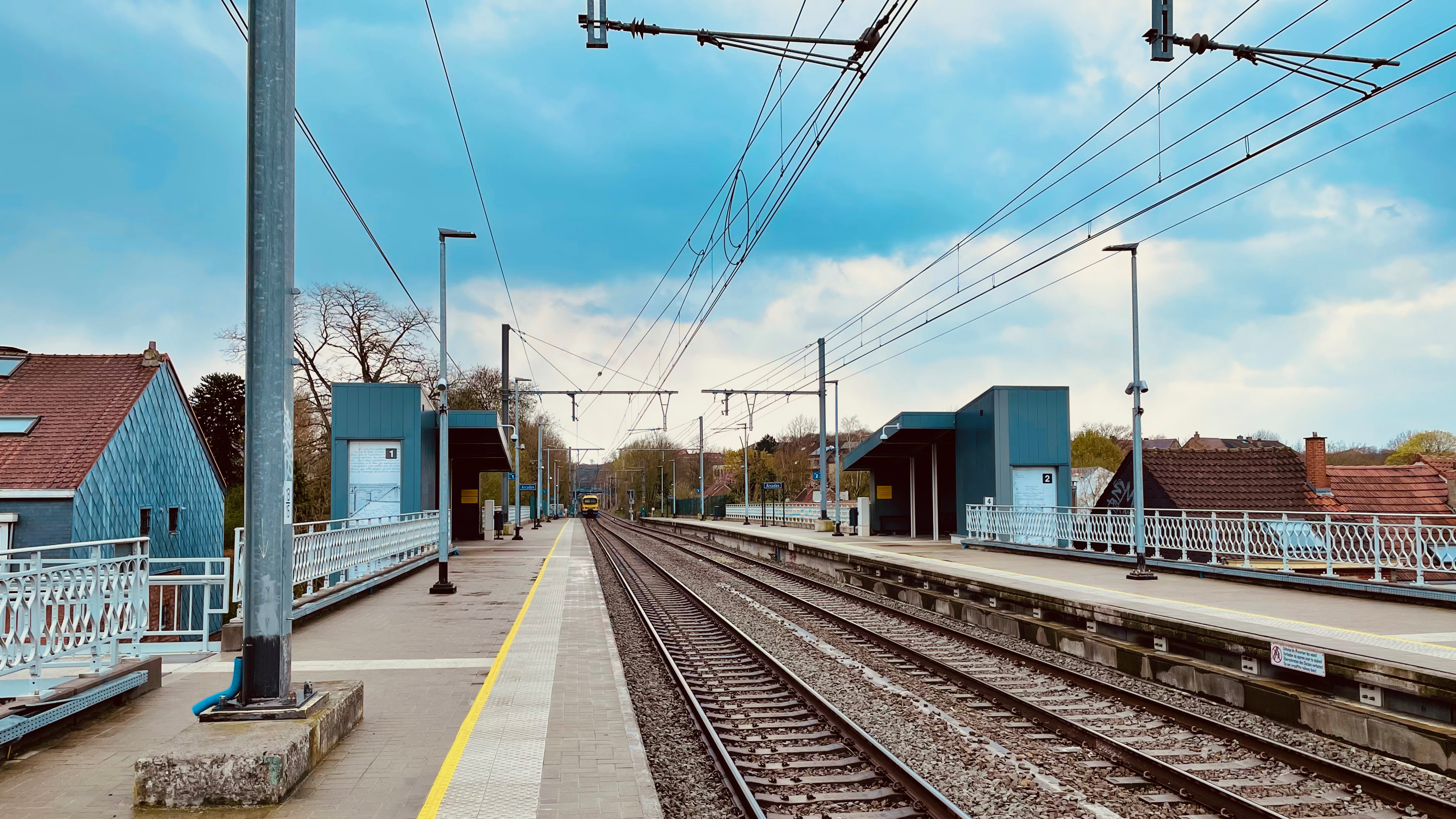
Arcades.

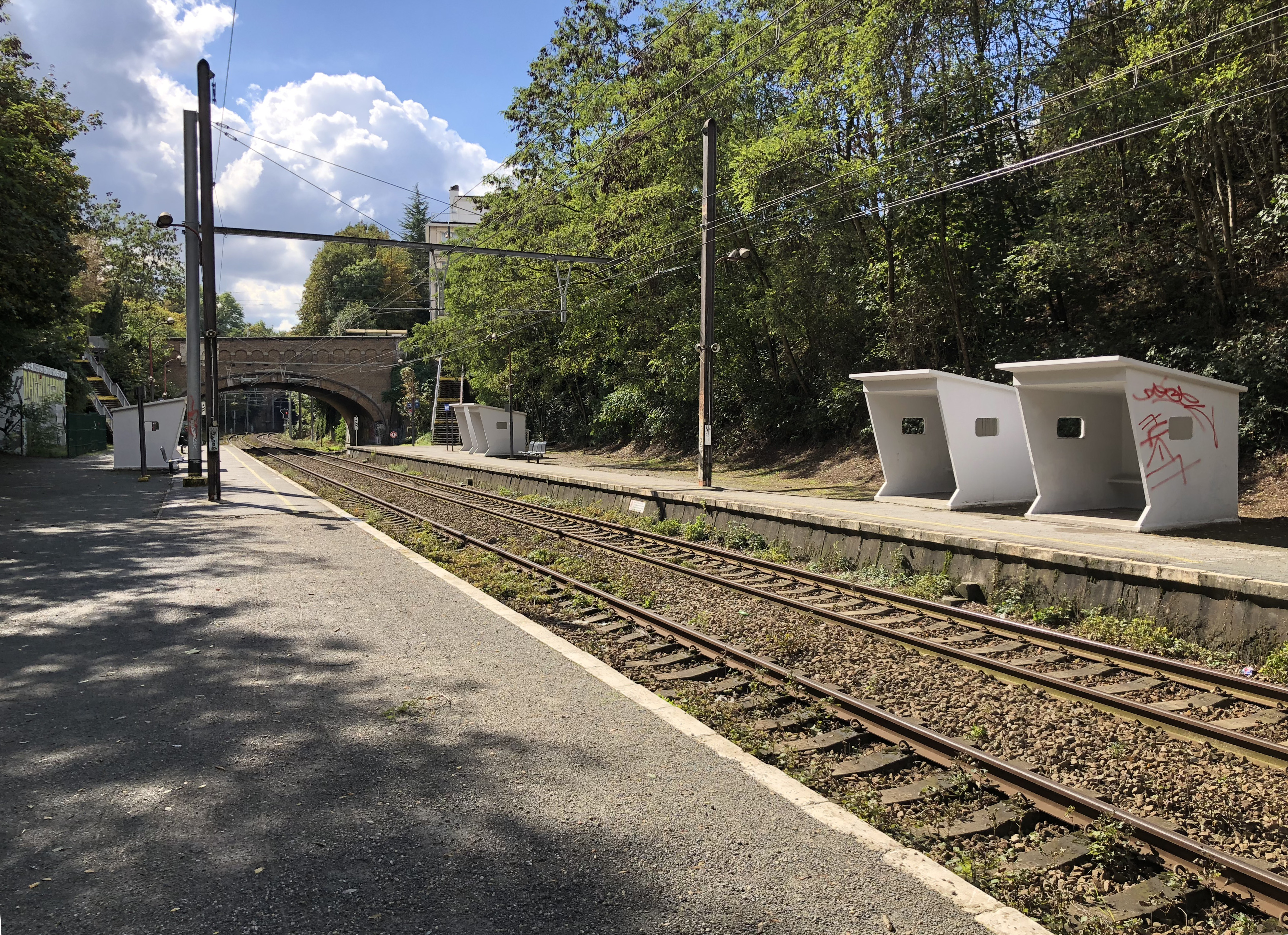
Boondael.

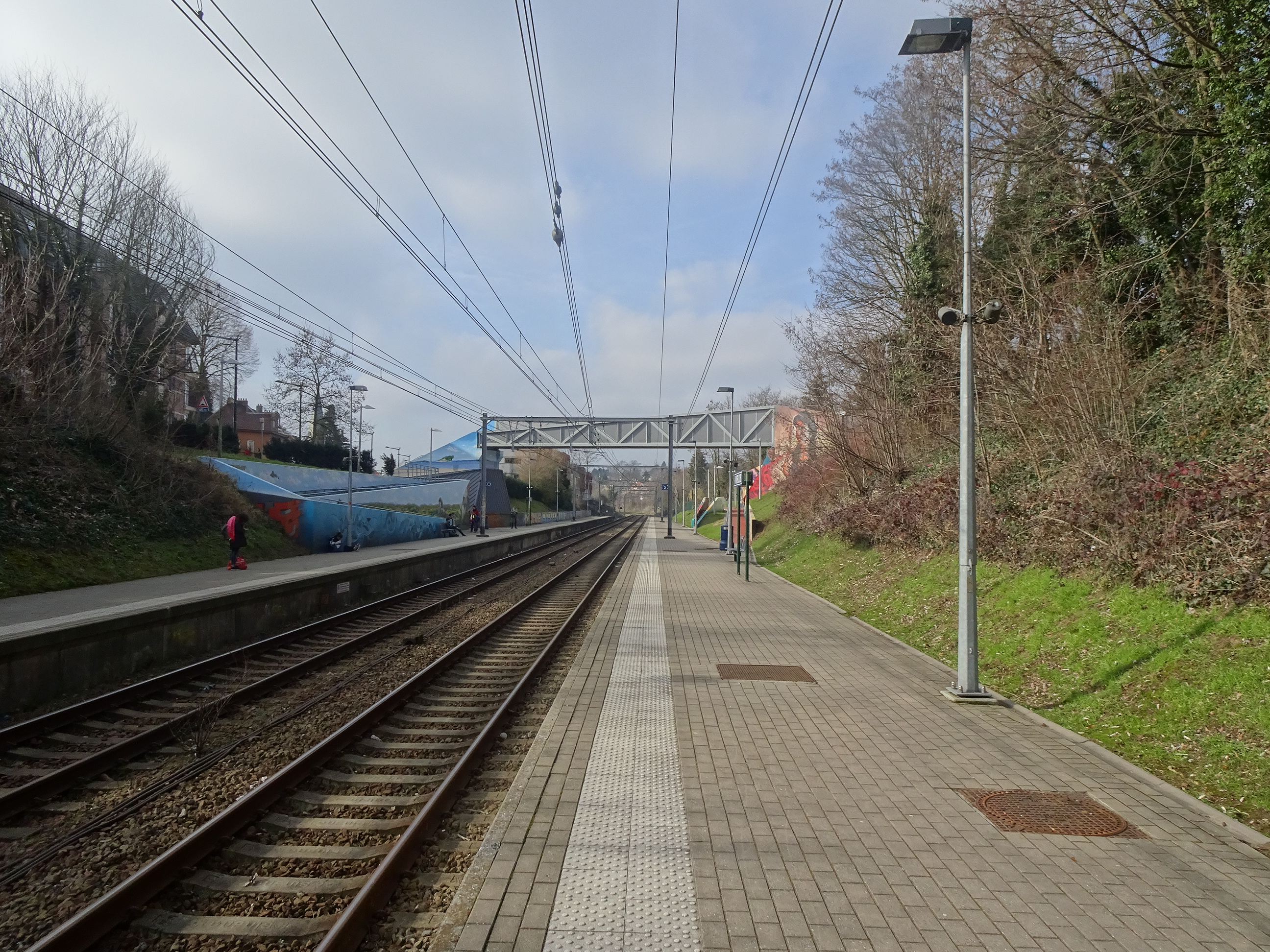
Vivier d'Oie.

La grande majorité des trains de marchandises transitant par Bruxelles utilise cette ligne grâce aux raccordements sans cisaillement établis sur la plupart des lignes concernées. De nombreux trains de chantier, de service ou de ballast utilisent également la ligne, notamment pour accéder à Schaerbeek et Haren où se trouvent des installations d'Infrabel.
Au niveau du trafic voyageur, entre 1993 et 2013, 3 trains quittent Hal vers Vilvorde chaque heure, et inversement. Deux de ces trois trains desservent également Etterbeek où ils font demi tour. En outre, une relation « L » (omnibus) relie Alost à Braine-l’Alleud via la section Etterbeek - Saint-Job de la ligne. Cette offre sera limitée entre 2013 et 2015 en raison des travaux d'aménagement de la gare d'Etterbeek qui est réduite à 3 voies à quai seulement.
Depuis 2016, l'offre est la suivante : 
- S4 : (Alost - Schuman) - Delta - Vilvoorde
- S5 : (Grammont -) Halle - Saint-Job - (Schuman) - Vilvorde (- Malines)
- S7 : Halle - Saint-Job - Delta - Vilvorde (- Malines)
- S9 : (Braine L'alleud -) Saint-Job - (Schuman) - Bordet (- Louvain)
- IC : (Dinant - Namur - Schuman -) Bordet (- Bruxelles-Aéroport)
- S19 : (Charleroi -) Saint-Job - (Schuman) - Bordet (- Bruxelles-Aéroport)

Plusieurs trains de pointe relient également le quartier européen aux lignes 25, 36 et 124 en transitant par divers tronçons de la ligne, certains n'y marquant aucun arrêt.

## Gares desservies
En italique les anciennes gares :
- Schaerbeek
- Haren
- Bordet
- Evere
- Schaerbeek-Josaphat
- Meiser
- Mérode (Tunnel du Cinquantenaire)
- Delta
- Arcades
- Boondael
- (Tunnel du Bois de la Cambre)
- Vivier d’Oie
- Saint-Job
- Moensberg
- Beersel
- Huizingen
- Hal

## Connexions
Les connexions suivantes existent ou ont existé le long de cette ligne :
Gare de Schaerbeek
Ligne 25 de Bruxelles-Nord à Anvers-Luchtbal
Ligne 27 de Bruxelles-Nord à Anvers-Central
Ligne 27D de Bruxelles-Nord à Schaerbeek-Formation (nl)
Ligne 27E dans un faisceau de Schaerbeek-Formation
Ligne 27F dans un faisceau de Schaerbeek-Formation
Ligne 28 vers Bruxelles-Midi
Ligne 36 de Bruxelles-Nord à Liège-Guillemins
Ligne 36N de Bruxelles-Nord à Louvain
Ligne 161 vers Namur
Gare de Schaerbeek-Formation (nl)
Ligne 26A de Schaerbeek à Y Haren-Nord
Ligne 26B de Schaerbeek à Y haren-Nord
Ligne 27D de Bruxelles-Nord à Schaerbeek-Formation
Ligne 27E dans un faisceau de Schaerbeek-Formation
Ligne 27F dans un faisceau de Schaerbeek-Formation
Y Keelbeek-Sud
Ligne 36/1 vers Y Diegem-Est
Y Harenheide
Ligne 36/3 vers Y Diegem-Ouest
Y Cinquantenaire
Ligne 161A vers Watermael via Bruxelles-Luxembourg
Y Hal-Nord et Gare de Hal
Ligne 94 vers Froyennes-frontière / Baisieux (F) frontière via Tournai
Ligne 96 de Bruxelles-Midi à Quévy-frontière / Feignies (F) frontière via Mons
Ligne 96E venant de Lot
Ligne 96N venant de Bruxelles-Midi

## Raccordements
Les raccordements ferroviaires suivants sont associés à cette ligne, ou l'ont été :
26/1 de Y Machelen (line 27) à Y Keelbek-Nord (ligne 26)
26/2 de Y Etterbeek (ligne 26) à Etterbeek (ligne 161A)
26/3 de Y Watermael (ligne 26) à Watermael (ligne 161)
26/4 de Etterbeek (ligne 161) à Y Boondael (ligne 26)
26/5 de Y Linkebeek-Hal (ligne 26) à Y Linkebeek (ligne 124)
26/6 de Y Buizingen (ligne 26) à Hal bloc 7 (ligne 96) ; déferré depuis l'achèvement de la ligne 96N et la réorganisation de la gare de Hal.

## Raccordements Infrabel - STIB
Cette ligne comporte deux raccordements industriels avec le Métro de Bruxelles : l'un à la hauteur de la station Delta, menant à la ligne 5 du métro et normalement barré par une clôture, l'autre au sud de la gare de Haren, qui aboutit dans le dépôt de Haren de la STIB. Il y a dans ce dépôt une voie d'essai pour ces transports. Il y a aussi un tel raccordement sur la ligne 28. Pour permettre le passage de ces convois, les crocodiles protégeant les signaux sont abaissés.

## Galerie d’images

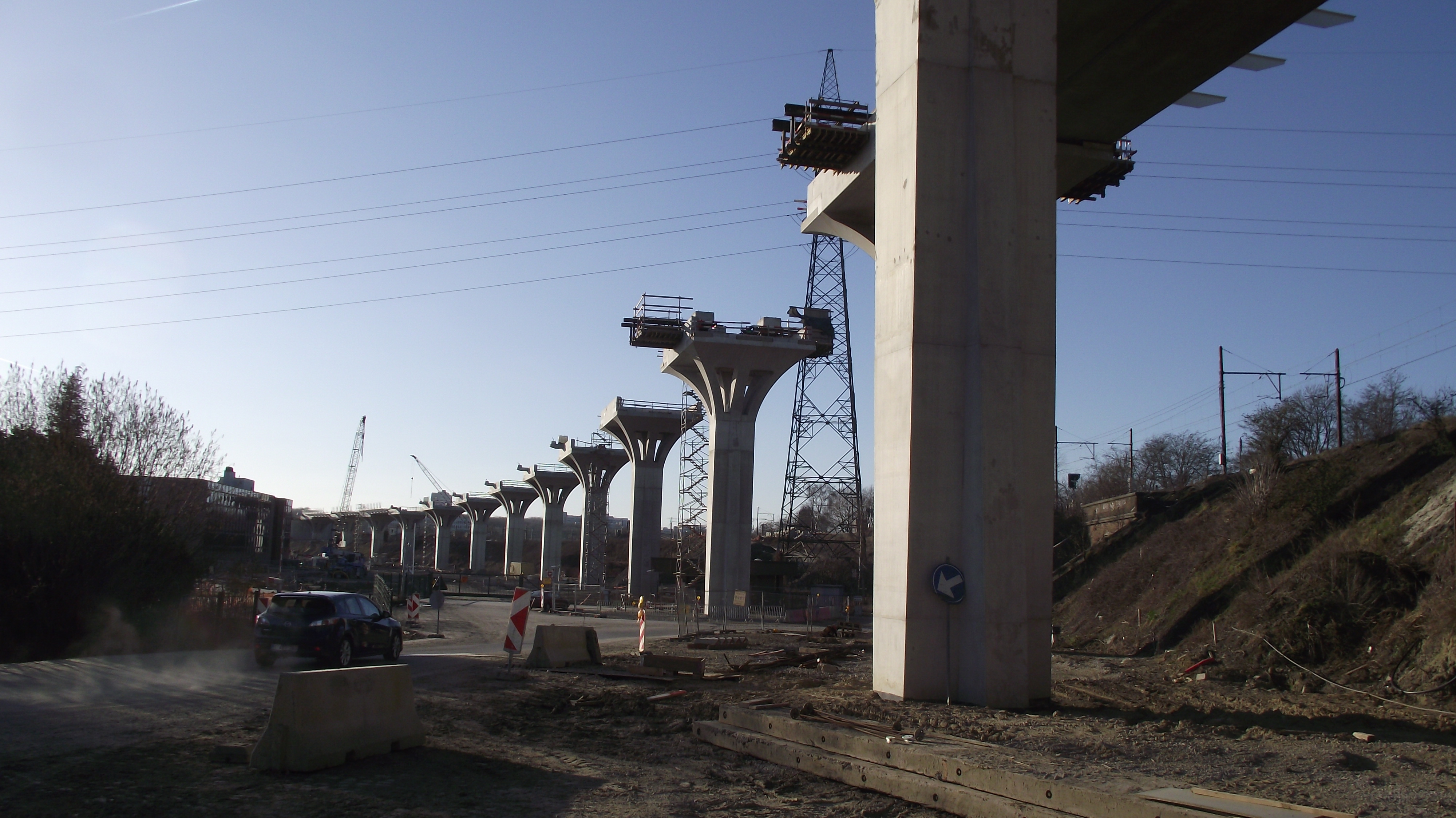
Pont de la ligne 25N enjambant la ligne 26 à Haren.
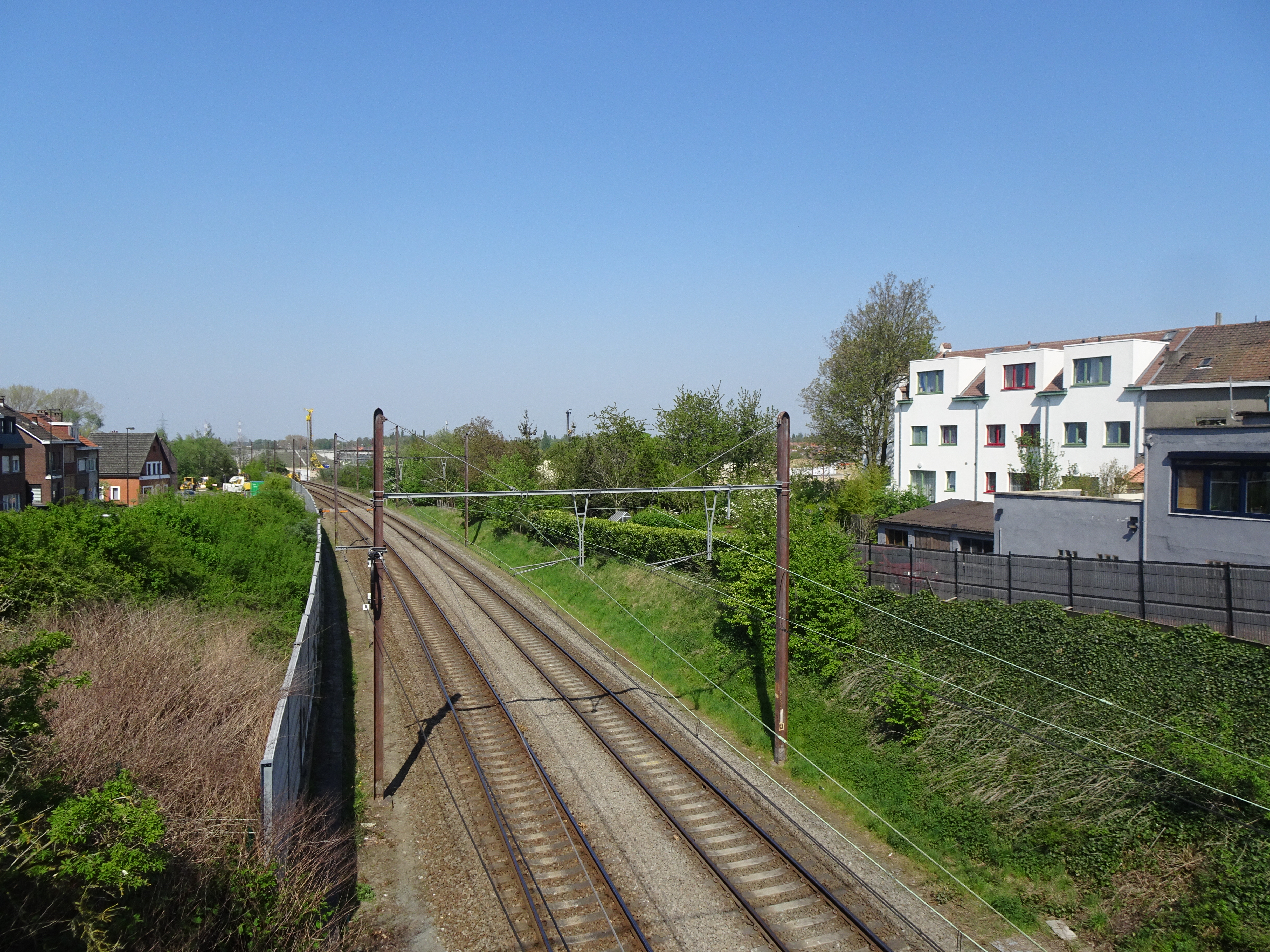
Près de Haren en 2019 Caténaire de 1949.
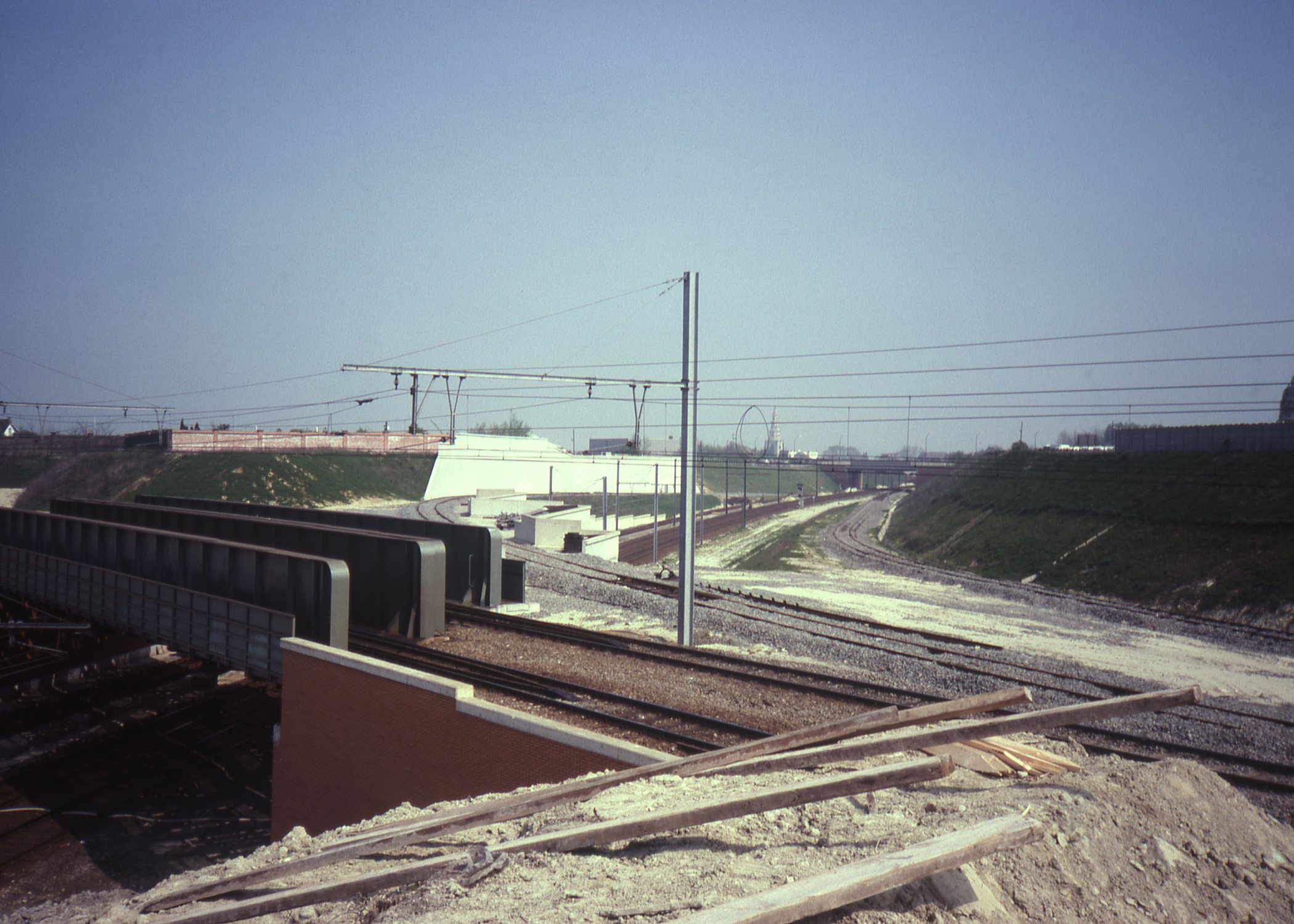
Reconstruction du raccordement avec la ligne 36 en 1981.
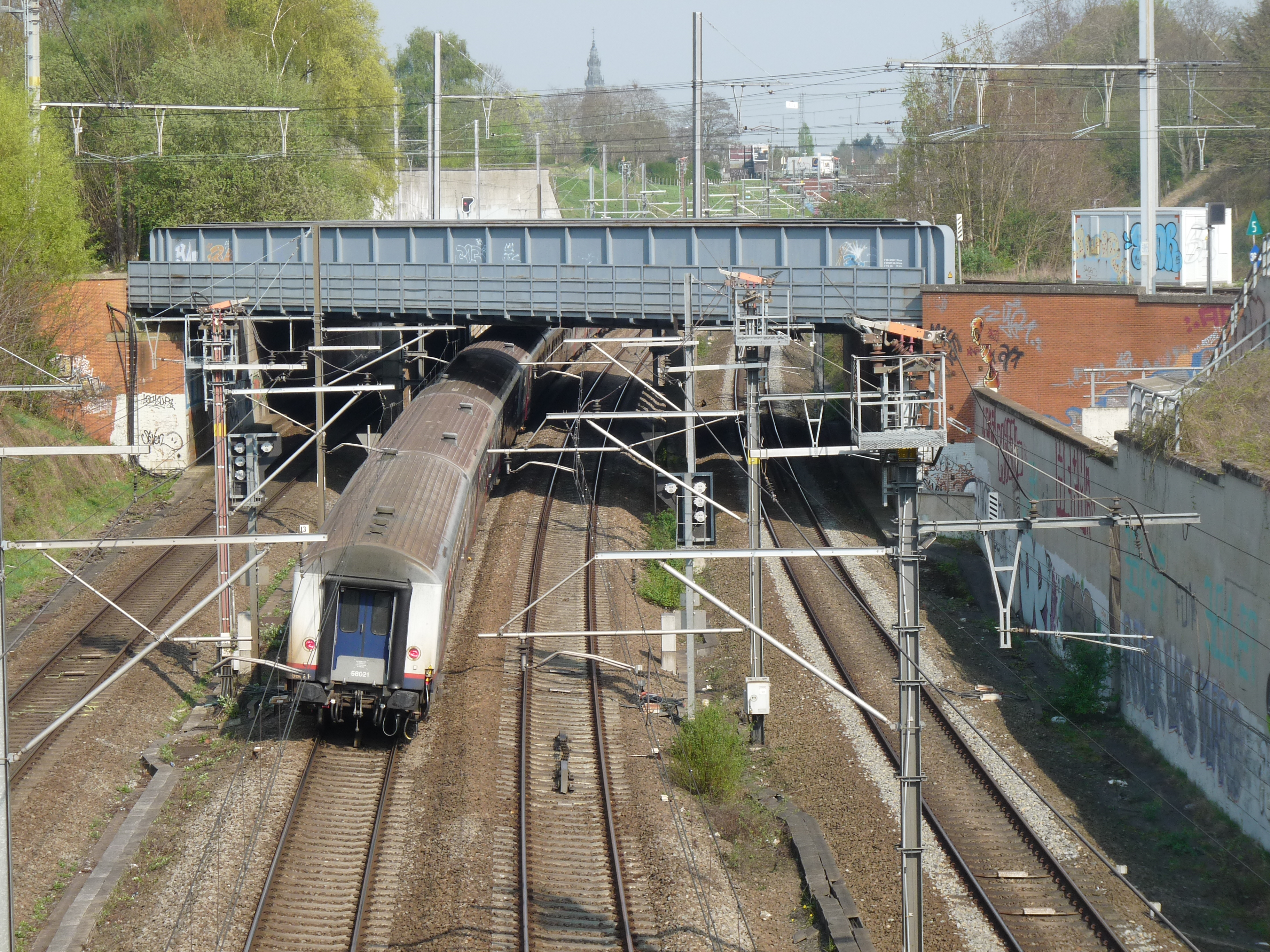
Pont métallique sur la ligne 36 (1980), remplacé en 2019.
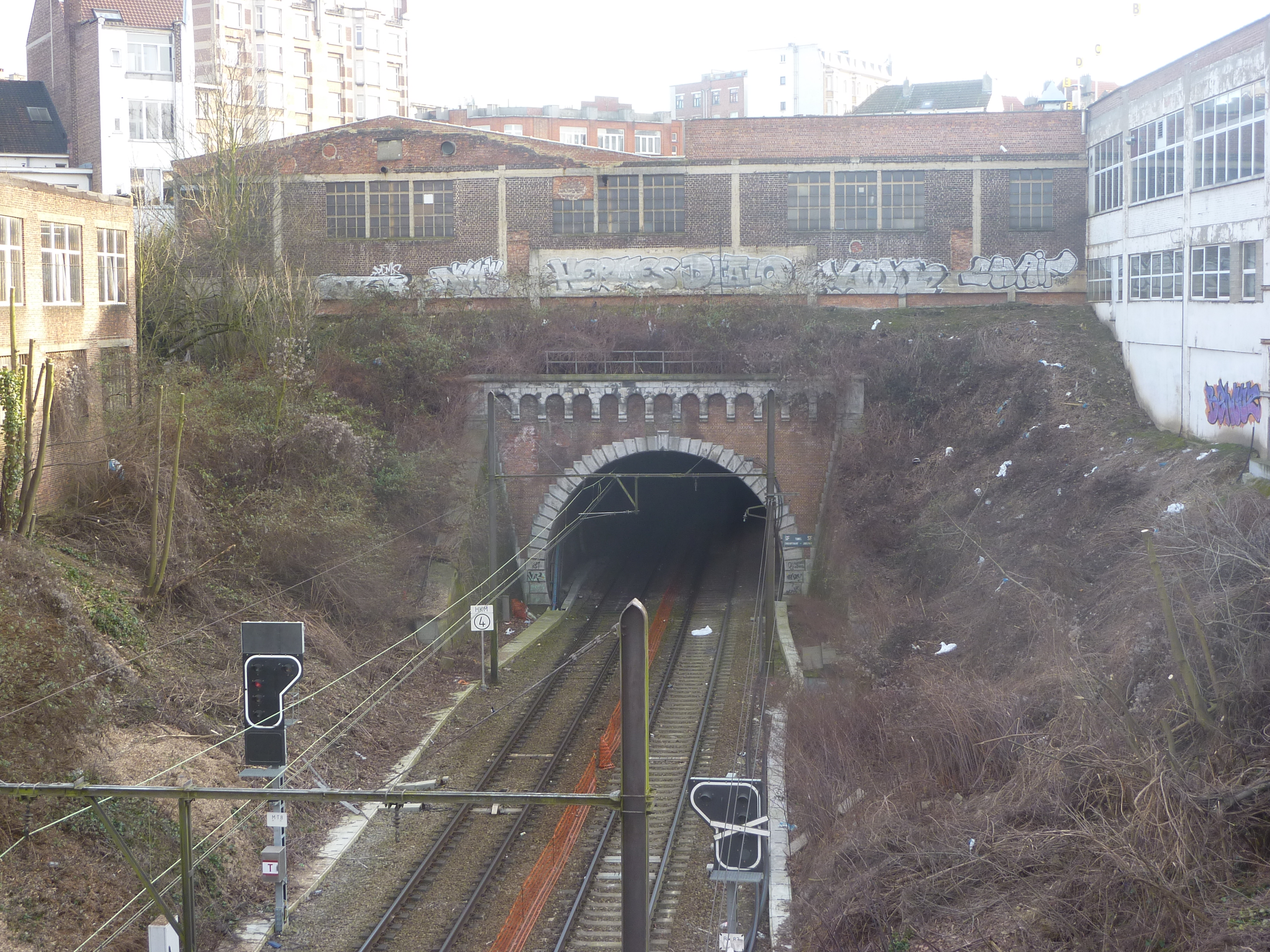
Portail nord du tunnel Schaerbeek-Josaphat.
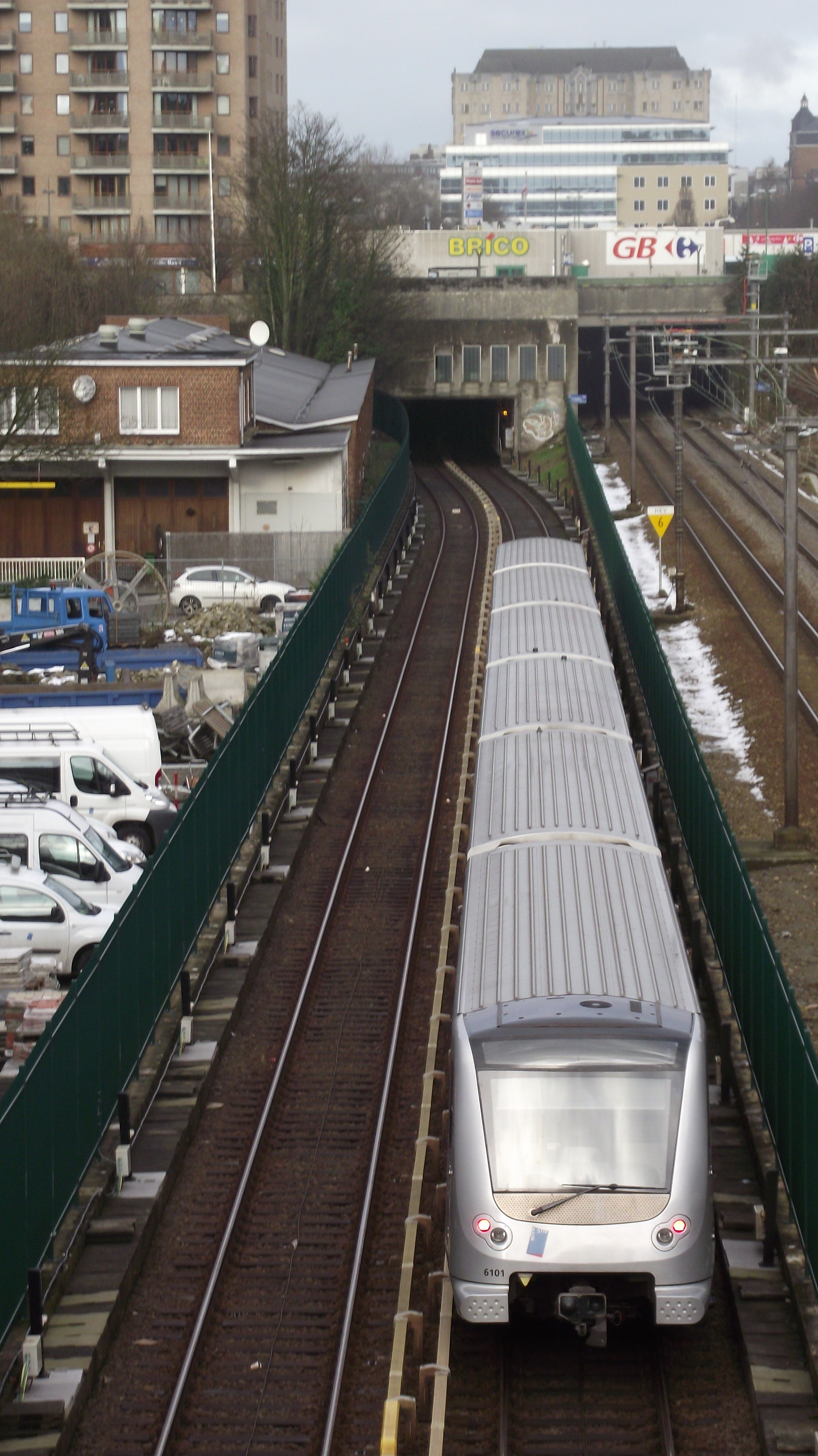
À droite, portail sud.
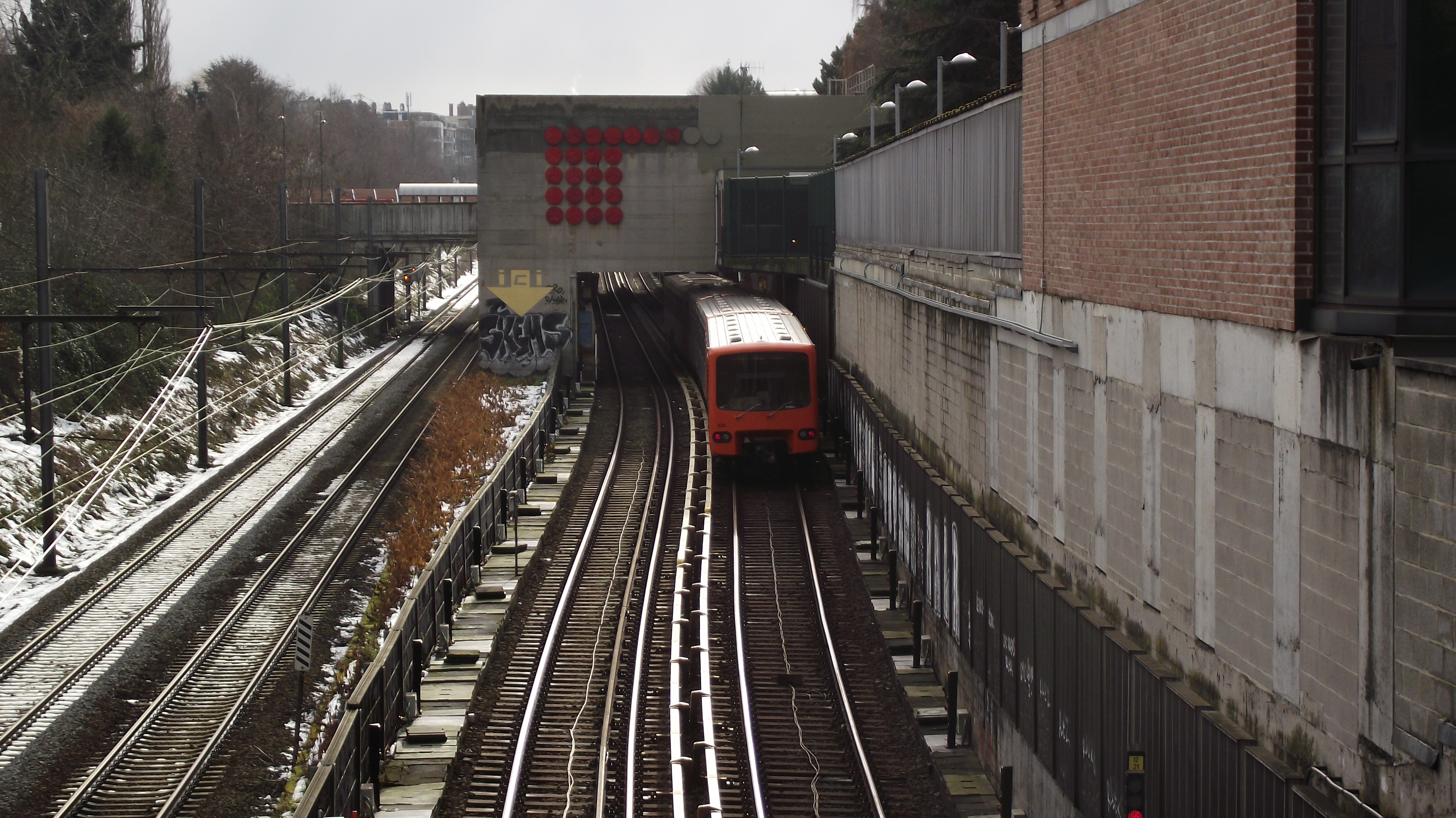
Métro de Bruxelles longeant la ligne 26 à Pétillon.
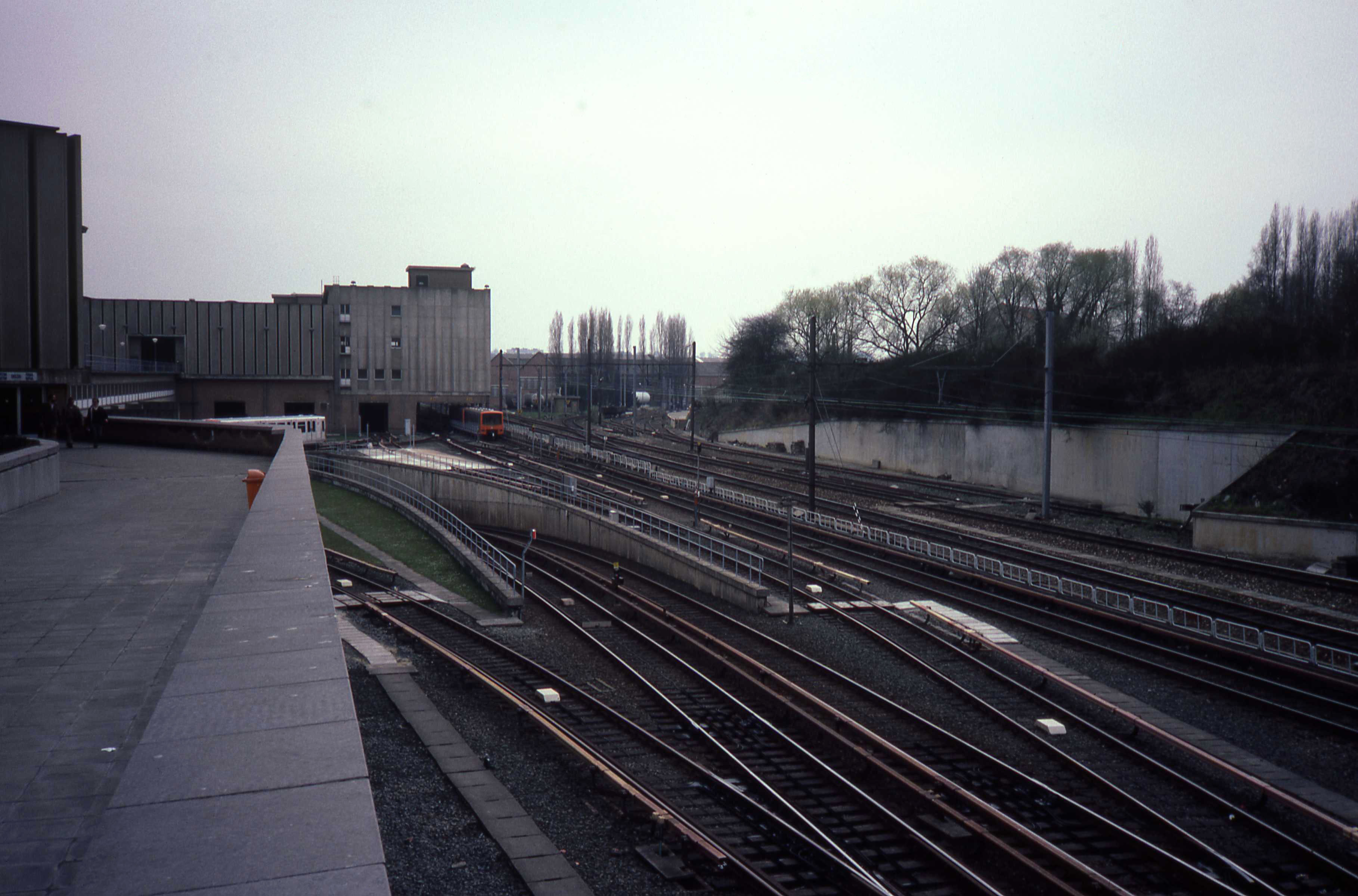
Dépôt du métro de Delta et ligne 26 en arrière-plan.
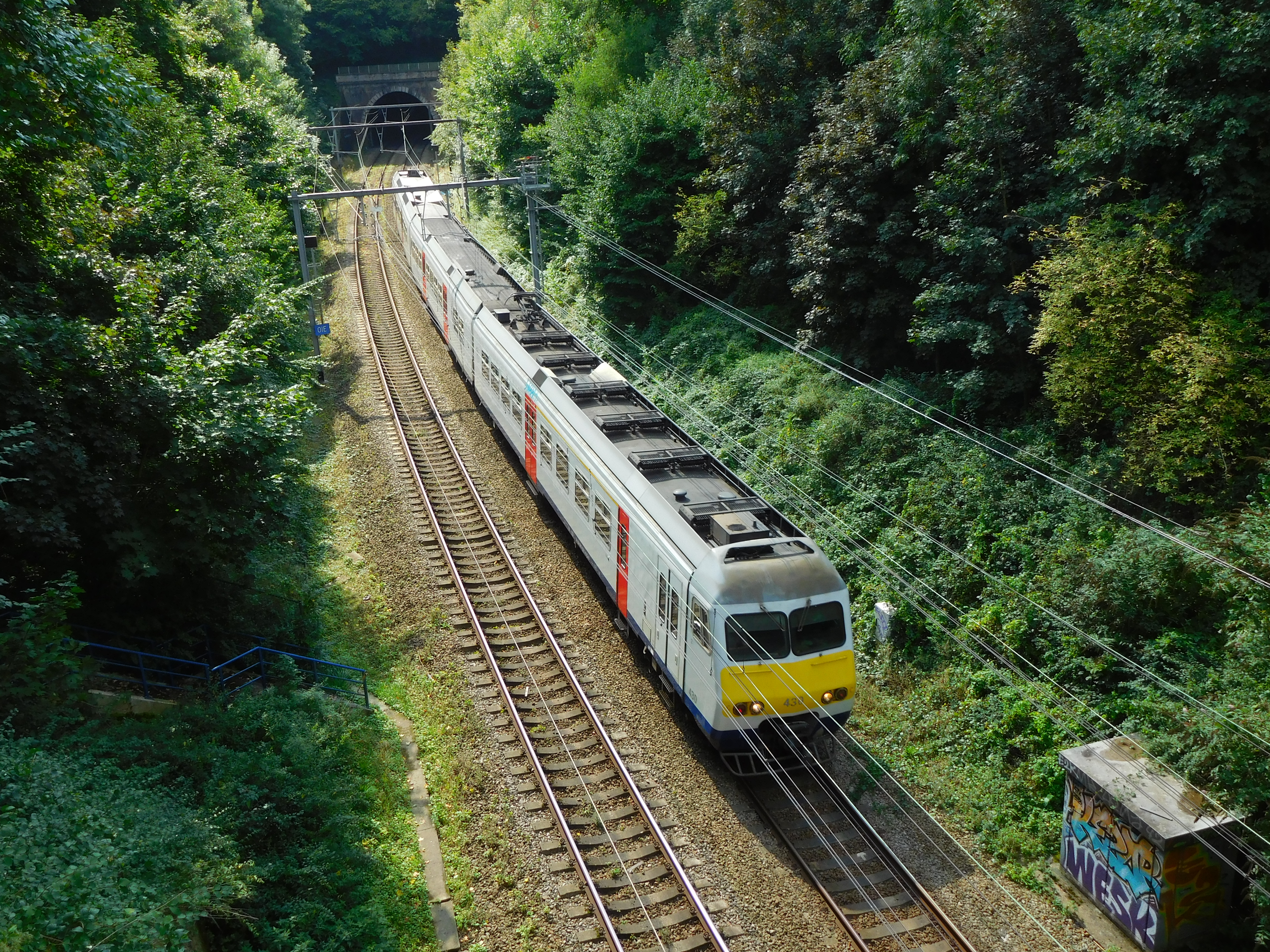
Entrée nord du tunnel du Bois de la Cambre.
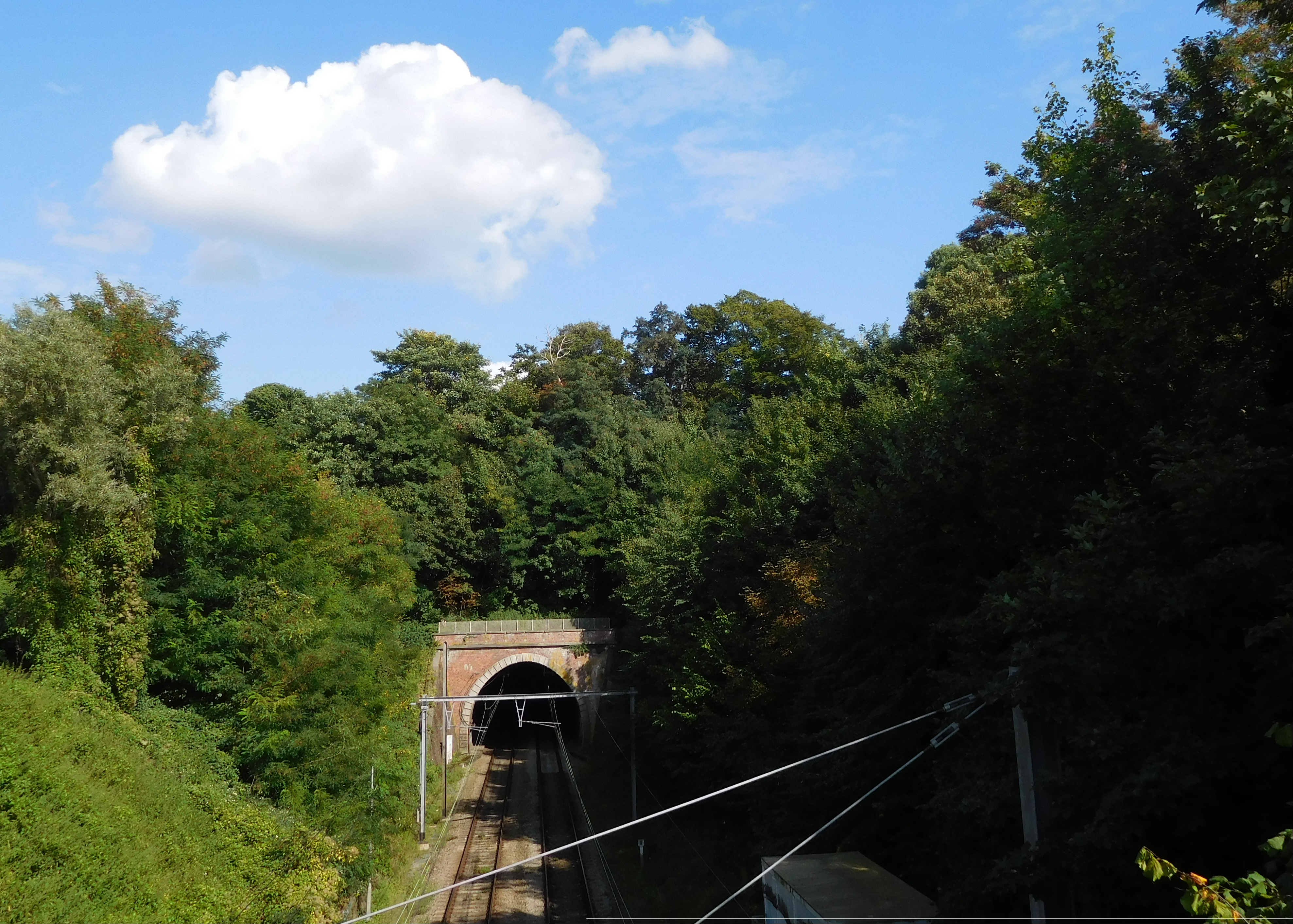
Portail sud.
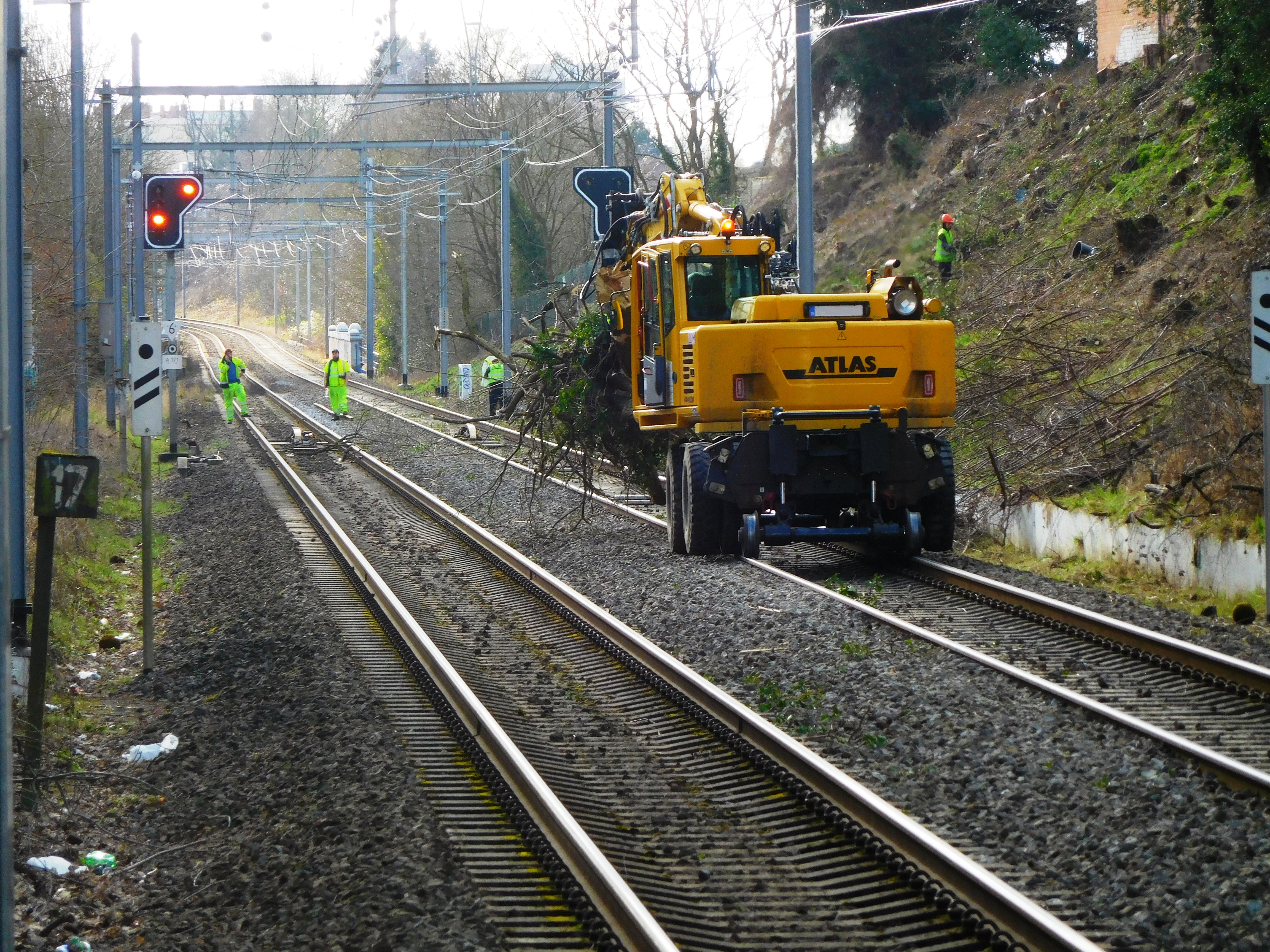
Abattage des arbres des talus gare de Saint-Job.
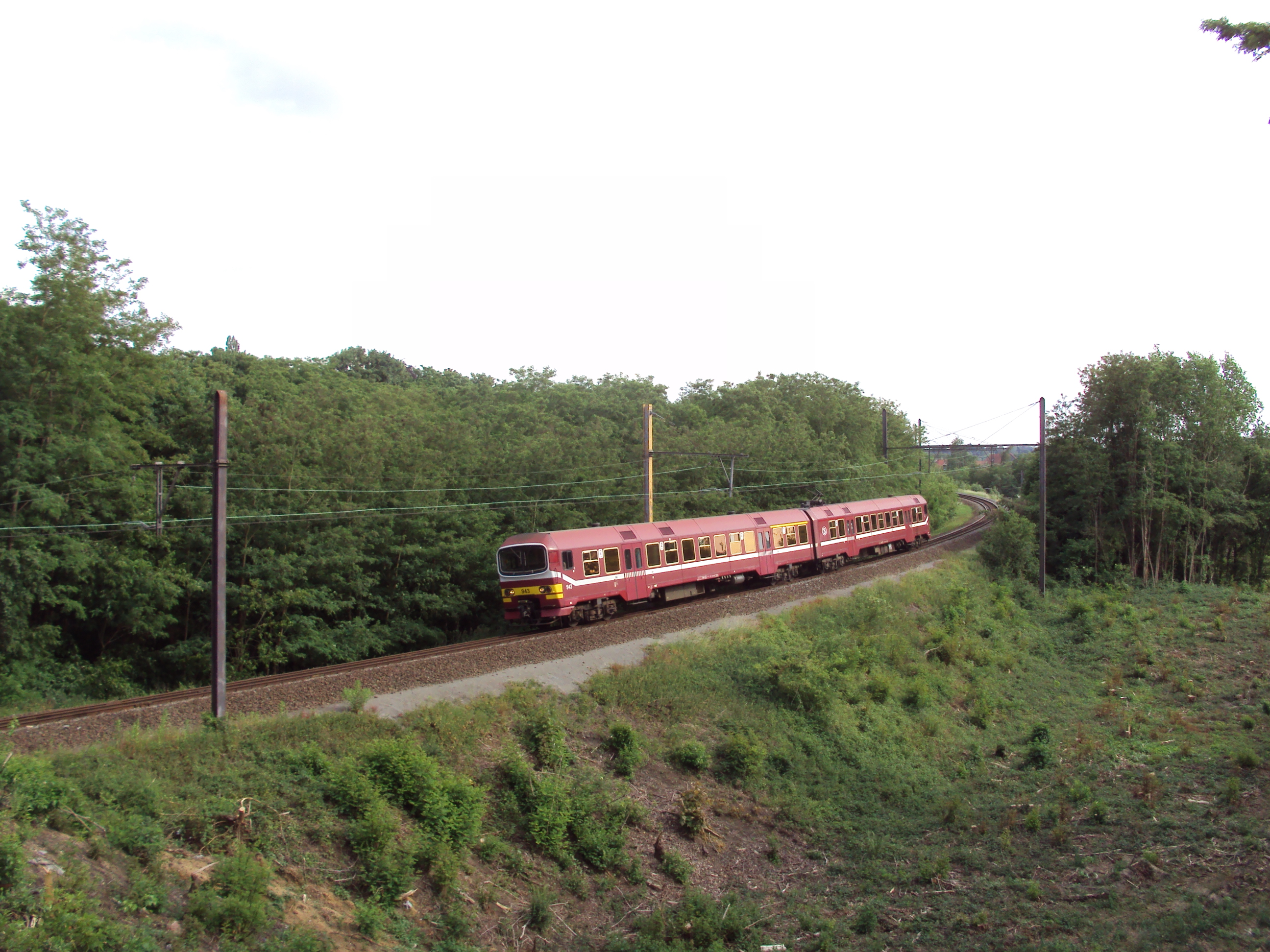
Saut-de-mouton de Linkebeek vers St-Job (ligne 26/5).